# Sgonico
Sgonico är en ort och kommun i regionen Friuli-Venezia Giulia i Italien tillhörde tidigare även provinsen Trieste som upphörde 2017. Kommunen hade 2 068 invånare (2018).